# 达沙尔乌帕齐拉
達沙爾乌帕齐拉是孟加拉国達卡专区馬達里布爾县一个乌帕齐拉，於2021年7月26日設立，使該國的烏帕齊拉總數達到495個。

## 人口
據2011年統計，達沙爾共有人口71494人。